# Prêmio Yamato de 2010
O Prêmio Yamato de 2010 foi a 8ª edição da premiação que era considerada o Oscar da Dublagem Brasileira. O evento ocorreu em 10 de julho de 2010 durante o Anime Friends.

## Informações
A premiação foi apresentada por Hermes Baroli e Márcia Morelli e se destacou por homenagear a carreira de Nelson Machado Filho. Esta edição também foi marcada pela estreia de três categorias dedicas a animes: Melhor Dublagem de Anime, Melhor Dublador de Anime e Melhor Dubladora de Anime. Houve também redução no número de indicados. A categoria "Melhor Captação de Som" foi extinta.

## Indicados e vencedores
Fontes:
| Prêmio Yamato de 2010 | Prêmio Yamato de 2010 |
| --- | --- |
| Melhor Dublagem - Up - Altas Aventuras (Delart) - Avatar (Delart) - A Era do Gelo 3 (Delart)                                                                                                  | Melhor Dublagem de Anime - Cavaleiros do Zodíaco: The Lost Canvas (Dubrasil) - Death Note (Cinevídeo) - As Meninas Superpoderosas: Geração Z (Cinevídeo)                                                              |
| Melhor Dubladora de Protagonista - Mariângela Cantú - Dra. Grace, em Avatar - Luisa Palomanes - Alex Russo, em Os Feiticeiros de Waverly Place - Lina Mendes - Coraline, em Coraline          | Melhor Dublador de Protagonista - Isaac Bardavid - Logan, em X-Men Origens: Wolverine - Guilherme Briggs - Os Fantasmas de Scrooge - Marcelo Garcia -                                                                 |
| Melhor Dubladora de Coadjuvante - Miriam Ficher - Bellatrix Lestrange, em Harry Potter e o Enigma do Príncipe - Mônica Rossi - Júpiter, em Watchmen - Márcia Morelli - Mary, em Preciosa      | Melhor Dublador de Coadjuvante - Lauro Fabiano - Dumbledore, em Harry Potter e o Enigma do Príncipe - Duda Espinoza - Hurley, em Força G - Hélio Ribeiro - Agente Simmons, em Transformers: A Vingança dos Derrotados |
| Melhor Dubladora de Anime - Cristiane Monteiro - Lindinha, em As Meninas Superpoderosas: Geração Z - Flora Paulita - Runo, em Bakugan - Ana Lúcia Menezes - Misa Amane, em Death Note         | Melhor Dublador de Anime - Silas Borges - Alone, em Cavaleiros do Zodíaco: The Lost Canvas - Sérgio Cantú - L, em Death Note - Zé Leonardo - Light Yagami, em Death Note                                              |
| Melhor Redublagem ou Continuação - Lost (Delart) - Cavaleiros do Zodíaco: The Lost Canvas (Dubrasil) - Alvin e os Esquilos 2 (Dublavídeo)                                                     | Melhor Direção de Dublagem - Garcia Júnior - Up - Altas Aventuras - Zodja Pereira e Hermes Baroli - Cavaleiros do Zodíaco: The Lost Canvas                                                                            |
| Melhor Narração ou Locução - Philippe Maia - Todo Mundo Odeia o Chris - Gilberto Rochar Júnior - Cavaleiros do Zodíaco: The Lost Canvas - Flávio Black - As Meninas Superpoderosas: Geração Z | Melhor Revelação - Eduardo Drummond - Russel, em Up - Altas Aventuras - Leo Stefaninni - Laime de Verme, em Cavaleiros do Zodíaco: The Lost Canvas - Helena Palomanes - Polvina, em Princesas do Mar                  |
| Melhor Tradução - Marcelo Del Greco e Arnaldo Massato Oka – Cavaleiros do Zodíaco: The Lost Canvas - A Era do Gelo 3 - Up - Altas Aventuras                                                   | Melhor Mixagem - Star Trek (Delart) - Cavaleiros do Zodíaco: The Lost Canvas - Ben 10 |
| Melhor Trilha Sonora Adaptada - Félix Ferrá - A Princesa e o Sapo - Rodrigo Rossi - "Reino de Atena", de Cavaleiros do Zodíaco: The Lost Canvas - Léo Martins -                               | |